# Cappella
Капелла (англ. Cappella) — італійський євроденс гурт, створений в 1987 р. музичним продюсером Джанфранко Бортолотті. Гурт пройшов через декілька замін складу учасників, найвдаліший з яких утворився на початку 1990-х, коли його очолили британські виконавці — співачка Келлі Оверетт та репер Родні Бішоп, що прийшли на зміну в 1993 р. фронтмену і співаку Етторе Форесті. Оновлений склад Капелла створив декілька найуспішніших хітів гурту, серед яких «U Got 2 Let The Music» і «U & Me».

## Дискографія

### Альбоми
- «Helyom Halib» — 1989 р.
- «U Got 2 Know» — 1994 р.
- «Move On Baby» — 1994 р.
- «War in Heaven» — 1996 р.
- «Cappella» — 1998 р.
- «Best Of» — 2005 р.

### Сингли
- «Bauhaus (Push The Beat)» — 1988 р.
- «Helyom Halib» — 1989 р.
- «House Energy Revenge» — 1989 р.
- «Get out of My Case» — 1990 р.
- «Everybody Listen to It» — 1990 р.
- «Everybody» — 1991 р.
- «Take Me Away» — 1992 р.
- «U Got 2 Know» — 1993 р.
- «U Got 2 Know Revisited» — 1993 р.
- «U Got 2 Let The Music» — 1993 р.
- «Move on Baby» — 1994 р.
- «U & Me» — 1994 р.
- «Move It Up / Big Beat» — 1994 р.
- «Don’t Be Proud» — 1995 р.
- «Tell Me The Way» — 1995 р.
- «I Need Your Love» — 1996 р.
- «Turn It Up and Down» — 1996 р.
- «Be My Baby» — 1997 р.
- «Do You Run Away Now» — 1997 р.
- «You Tore My World Apart» — 1997 р.
- «U R The Power of Love» — 1998 р.
- «U Got 2 Let The Music '98» — 1998 р.
- «Throwin' Away» — 1998 р.
- «U Got 2 Know 2002» — 2002 р.
- «Angel» — 2004 р.
- «U Got 2 Let The Music 2004» — 2004 р.